# つよきすNEXT
『つよきすNEXT』（つよきすネクスト）は、きゃんでぃそふとから発売された恋愛アドベンチャーゲーム。

## 概要
本作は『つよきす』シリーズの続編である。松笠市や竜鳴館などの作品舞台は変わらないが、作中の時間軸は前作シリーズの数年後となっており、登場人物のほとんどが一新されている（前作のキャラクターも一部登場する）。
作品の制作は2011年5月頃に決定していた。シナリオには前作のノベライズや『つよきす3学期』のシナリオを手がけたさかき傘、原画にはさかきのオリジナル小説でイラストを担当している天海雪乃が起用された。

## ストーリー
（出典：）
"伝説世代"と呼ばれた生徒会役員達が卒業して10年後（伝説の世代から10年後と作中に表現がある）の竜鳴館では、生徒会と風紀委員会の2大勢力が強大な権力を持っていた。蟹沢さなぎは気の合う仲間達とのんびり学園生活を過ごしていたが、生徒会長&幼馴染みの対馬心秤の世話を受け始めたのをきっかけに、その2大勢力の騒動に巻き込まれていく。

## キャラクター
（出典：）

### 主人公
蟹沢 さなぎ（かにさわ さなぎ）
声 - なし
本作の主人公。竜鳴館2年C組。愛称は「ナギ」「カニっち」。2年生に進級する頃に親元を離れて竜鳴館のそばの蟹沢家で一人暮らしを始めたが、家事能力は無く生活はだらけている。集中力に欠けるため勉強は苦手だが、筋トレなどで体を鍛えていて運動神経はそれなりに良い。自分の女っぽい名前と低い身長がコンプレックスで、自分より背の高い女子がそばに来ると嫌がる。意外に沸点が低く熱くなりやすい。放課後や夜は、中学時代からの仲間のチェリ・次郎・栄一とよく過ごしている。
前作『つよきす』シリーズのヒロイン・蟹沢きぬの従弟で、幼い頃に蟹沢家や対馬家へ遊びに来ていた。（最初は思い出せなかったが）その縁で知り合いであった心秤に家事などを世話されるようになり、生徒会に引きこまれて副会長となる。

### ヒロイン
対馬 心秤（つしま はかり）
声 - 上原あおい
3年A組。頭脳明晰な生徒会長。クールで口数は少ないが世話好きで、洞察力があり意外に黒くて計算高い面もある。運動は苦手であるが、自分で組み上げた発明品や、「あかりの巣」と呼ばれる化学準備室から持ち出した怪しげな品をよく利用している。家主が留守の対馬家に住み、蟹沢家のマダムの頼みを受け、隣家のナギのめんどうを見るようになる。
前作『つよきす』シリーズの主人公・対馬レオの従妹。幼い頃にナギのめんどうをよく見ていたため、その延長で今もお姉さんぶって世話しており、よく頭をなでている。
刃牙 音子（はが ねこ）
声 - 波奈束風景
3年C組。歴代最"硬"と呼ばれる風紀委員長。委員長に代々伝わる日本刀「地獄蝶々」を得物に、超人的な身体能力と融通が利かない取り締まりで恐れられる。校則違反者に対する生徒会の対処が甘すぎると不満を持ち、生徒会と対立している。その名前から「ニャン子」「ネコ先輩」などと呼ばれ、意外に子どもっぽく純粋な一面も持つ。
八宮・イエロード・チェリシュ（はちみや いえろーど ちぇりしゅ）
声 - 藤咲ウサ
2年C組。愛称は「チェリ」。松笠海軍の英雄・イエロード軍曹の孫娘である、アメリカ人とのクォーター。米兵からは特別視されている一方、本人は日本育ちで英語を話せないため、米兵たちの対応に困っている。
落ち着きが無く遊ぶことが大好きで、楽しそうなことには何でも首を突っ込むトラブルメーカー。ナギ・次郎・栄一とは中学時代からの友達で、4人でよくつるんで遊んでいる。ナギと共に生徒会に入って副会長となり、会長の座を狙って心秤に始終勝負を挑むも全敗している。
伊那瀬 子羽（いなせ こはね）
声 - かわしまりの
1年B組。無愛想で他人と関わろうとしない。制服を切り替え中の竜鳴館で、1年生で1人だけ旧制服を着ている。運動神経の高さを見込まれて生徒会と風紀委員会の両方から勧誘を受け、紆余曲折の末に生徒会会計となる。一度頼まれたことはきちんとやるタイプで、生徒会の仕事も真面目に取り組んでいる。夜な夜な校舎に忍び込んだり、休み時間に生徒会室周辺を探索するなど不審な行動が多く、生徒会会計になったのは昔龍鳴館に通っていた異父兄の情報を得るため。
大女ノ門龍院 澄香（おおめのもんりゅういん すみか）
声 - 篠原ゆみ
2年C組のクラス委員長。生徒会では書記を務め、執行部メンバーや客人にお茶を入れるなど甲斐甲斐しく働く。山奥の田舎から松笠へ出てきた名家のご令嬢で、純情無垢で真っ直ぐな性格。長い苗字を気にしているが、家訓でファーストネームは将来の夫以外の異性には呼ばせてはいけないらしく、男子には「委員長」「大女ノ」などと呼ばれている。

### サブキャラクター（竜鳴館）
大野 次郎（おおの じろう）
声 - ワンモアチャンス
2年C組。ナギやチェリの友人。竜鳴館一のイケメンで「ハンサム大野」と呼ばれ、始終女子に囲まれているが、その環境のせいで女好きの変態になってしまっている。ナギと共に生徒会に入り書記となる。
木根 栄一（きね えいいち）
声 - 夢野ぼたん
2年C組。ナギたちの仲間で、その名前と頭脳で仲間から「エイチ」（英知）と呼ばれる常識人であるが、運動は大の苦手。ナギと共に生徒会に入り会計となる。
尽神 吉祢（つくがみ きつね）
声 - 御苑生メイ
2年A組。風紀委員。変態な性格と破壊的な身体能力を持ち、周囲の人間をむやみやたらに攻撃する問題児なため、音子のそばに置いて監視されている。音子に（危ないくらい）心酔しており、音子や風紀委員会のために問題行動を起こして生徒会との衝突の原因になっている。
猿島 龍城（さるしま たつき）
声 - 梅咲チャーリー
2年A組の委員長。館長の「生徒同士で切磋琢磨」という教育方針を信奉し、何かにつけてC組と対決しようとする。姉が12人いるらしい。
ビュッシュ
声 - 桜川未央
2年A組。ノエルの双子の姉。キリヤカンパニーの会長直属の従者「ブルーアイズ」に在籍。口うるさい性格で、弟とは何かと張り合っている。体を動かすのは得意であるが勉強は苦手。
ノエル
声 - 桜川未央
2年C組。ビュッシュの双子の弟で、同じく「ブルーアイズ」所属。男であるが「お嬢様」の命令によりメイド服を着用する"男の娘"。おとなしく上品で、勉強は得意であるが運動は苦手。同性への興味があり、時々ナギや栄一などに妖しく迫っている。
村田 華砲（むらた かほ）
声 - 西乃ころね
2年C組。広報委員長。風貌や言動は今時のギャル風で厚化粧。「お姉チャマ」から貰ったカメラを片手に学園内を駆け回り、校内新聞「週刊ドラゴン」の特ダネを探している。兄弟構成は兄1人と、自分も含めた12人の妹で、兄を「お兄チャマ」と呼んで慕っている。
大伴 千代（おおとも ちよ）
声 - 上田朱音
2年C組の担任教師。引っ込み思案で人とのコミュニケーションが苦手で、ホームルームの連絡なども土永さんにフォローしてもらうことが多い。最初の自己紹介「大伴千代」がモジョモジョとよく聞こえなかったため、生徒達から「モジョ先生」と呼ばれている。
橘 平蔵（たちばな へいぞう）
声 - 比留間京之介
竜鳴館の館長。「生まれるのが遅すぎた竜」と呼ばれる豪傑で、生徒達の競い合いを推奨し、生徒会と風紀委員会の対立も黙認している。
土永さん（つちながさん）
声 - 比留間京之介
しゃべるオウム。飼い主がアメリカの姉妹校へ転勤してしまったため、エサをくれる相手を探している。千代をサポートして2年C組の担任を実質的に務めている。
霧島 あかり（きりしま あかり）
声 - 青山ゆかり
化学教師。生徒会の顧問。化学室にこもって怪しい発明品を作っており、三十路に入ってから生徒の前に姿を見せていない。
衣（ころも）
声 - ウェルダン
長身の男子生徒。男尊女卑の考えで、女性がリーダーの生徒会や風紀委員会に反感を抱き、不良仲間とつるむなど素行も悪い。
練馬（ねりま）
声 - 梅咲チャーリー
風紀委員。音子の下で働いている。
尾上（おがみ）
声 - ウェルダン
風紀委員。音子の下で働いている。

### サブキャラクター（その他）
マダム
声 - 金田まひる
蟹沢家の家主。海外へ行っているが、抜き打ちで帰ってきた所ナギが家を汚していたため、心秤にナギの世話を頼む。
イエロード軍曹
声 - ウェルダン
チェリの祖父。松笠海軍の英雄と呼ばれる退役軍曹で、傷だらけのいかつい風貌。チェリを溺愛しており、過保護で心配性。
蟹沢 きぬ（かにさわ きぬ）
声 - 金田まひる
前作『つよきす』シリーズのヒロイン。現在は海外へ出ており、時々帰国する。ナギの従姉で心秤とも知り合い。2人やナギの仲間達をいろいろ気にかけている。
鉄 乙女（くろがね おとめ）
声 - 青山ゆかり
前作『つよきす』シリーズのヒロイン。かつて心秤の家庭教師を務め、心秤の憧れの存在。

## タイトル一覧
『NEXT』シリーズのラインナップは以下の通り。
つよきすNEXT
新世代と称してメインキャラクターを一新した続編。タイトルロゴも変更された。
つよきすFESTIVAL
つよきすNEXTの主人公ナギの視点で描かれた、ifの物語である霧夜勝気と尽神きつねルート、NEXT世代ヒロインのアナザーストーリーと、サブキャラの攻略ルートの追加。そして、初代主人公であるレオ視点で描かれた物語も収録。

## 制作

### スタッフ
『つよきす3学期 Full Edition』に続き、シナリオはさかき傘のみ担当。原画は天海雪乃が担当した。なお、この2名はあとみっく文庫およびコミックヴァルキリーの「思春期なアダム」でもコンビを組んでいるため、お互いの作品サイトにバナーが貼られている。

### キャスティング
ヒロインのひとりであるチェリを演じる藤咲ウサは、元々つよきすシリーズのファンであり、オファーを受けた際は全く理解できなかったとげっちゅブログに寄せた記事の中で振り返っている。強気な役は藤咲にとって初めてだったため、違和感をなくすためにキャラクターになじませる生活を送ったと本人はブログで振り返っている。また、冒頭でナギに電話をかける場面のト書きに「デスボイス」と記されており、よくわからなかったため、できる人に実演してもらい衝撃を受けたとも話しており、本番ではこれでもかというぐらい叫んだと述懐している。また、ディレクターのマイルドセブンスターはこのブログに寄せたコメントの中で、思い出に残ったこととして、藤咲にアメリカンな格闘技を試行錯誤しながら叫んでもらったことを挙げている。

## 主題歌

### 『つよきすNEXT』の主題歌
オープニングテーマ「絶対☆強気主義！」
歌：佐咲紗花 / 作詞・作曲・編曲：天道紅緒 / プロデュース：ARIELWAVE
エンディングテーマ「夕焼けのクロスロード」
歌：綾瀬理恵 / 作詞・作曲・編曲：天道紅緒 / プロデュース：ARIELWAVE
グランドエンディングテーマ「オトメゴコロが恋心」
歌：Barbarian On The Groove feat. 真理絵 / 作詞・作曲・編曲：wight / コラボ：ARIELWAVE
※初回版同梱特典のオリジナルサウンドトラックに「絶対☆強気主義！」「夕焼けのクロスロード」のフルバージョン、ショートバージョン、インストゥルメンタルを収録。

### 『つよきすFESTIVAL』の主題歌
オープニングテーマ「つよきすFESTIVAL」
歌：Astilbe x arendsii / 作詞：Ayumi. / 作曲・編曲：柳英一朗
エンディングテーマ「connect」
歌：Astilbe x arendsii / 作詞：Ayumi. / 作曲：柳英一朗 / 編曲：クサノユウキ、柳英一朗

## 関連商品
つよきすFESTIVAL ファンブック 〜打ち上げ同窓会〜
2016年4月7日発売。コスミック出版発売。ISBN 978-4-7747-8190-7。

## 反響

### 特定のキャラクターに関する反響
マイルドセブンスターによると、チェリは発売後の人気投票で首位に輝き、ユーザーからも藤咲の声がキャラクターに合っていたと評判だたっという。